# Bomarea brevis
Bomarea brevis är en alströmeriaväxtart som först beskrevs av Herb., och fick sitt nu gällande namn av John Gilbert Baker. Bomarea brevis ingår i släktet Bomarea och familjen alströmeriaväxter. Inga underarter finns listade i Catalogue of Life.